# Union des nationaux indépendants et républicains
L'Union des nationaux indépendants et républicains (UNIR), ou Unité nationale et des indépendants républicains, est un mouvement politique lancé à l'occasion des élections législatives de 1951 par Jacques Isorni et quelques autres nostalgiques de Vichy.
Officiellement apolitique, l'UNIR se contente d'un programme politique sommaire : « obtenir la révision du procès du maréchal Pétain et sa réhabilitation, la réparation du préjudice moral et matériel causé à tous les Français condamnés injustement par les tribunaux d'exception ». Son secrétaire général, Roger de Saivre, s'était d'ailleurs présenté aux élections à l'Assemblée algérienne de 1948 avec pour seul slogan « Voter de Saivre, c'est voter Pétain » - il avait alors obtenu 20 % des voix. L'UNIR reçoit lors de sa fondation le soutien de l'Association pour défendre la mémoire du maréchal Pétain et de l'Union des intellectuels indépendants.
L'UNIR parvient à faire élire plusieurs députés lors du scrutin de 1951, dont trois sous cette seule étiquette : Jacques Isorni à Paris, Roger de Saivre à Oran et Jacques Le Roy Ladurie dans le Calvados, ainsi que Paul Estèbe, ancien du PRL en Gironde qui se présentait sous l'étiquette plus vague du Rassemblement des groupes républicains et indépendants français, et Georges Loustaunau-Lacau.
Paul Reynaud s'opposant, dans un premier temps, au rattachement des députés de l'UNIR au groupe parlementaire des Indépendants, ceux-ci s'apparentent tout d'abord au groupe Paysan avant de rejoindre finalement les députés du Centre national des indépendants et paysans, parti politique dans lequel l'UNIR finit par fusionner peu après.

## Sources
- Site Internet de l'Assemblée nationale
- Ariane Chebel d'Appollonia, L'Extrême-droite en France de Maurras à Le Pen, Éditions Complexe, 1996.